# Pietro Balestra (economista)
Pietro Balestra (Lugano, 2 aprile 1935 – Ginevra, 23 giugno 2005) è stato un economista e statistico svizzero specialista dell'econometria dei modelli dinamici a errori composti e dati panel.
È conosciuto soprattutto per lo stimatore dei minimi quadrati generalizzati chiamato appunto stimatore Balestra-Nerlove.

## Carriera accademica
Dopo la licenza in scienze economiche all'Università di Friburgo, Balestra ha continuato gli studi all'Università del Kansas ed alla Stanford University, ottenendo un dottorato (Ph.D) in economia e statistica.
Nel 1965 è nominato professore di economia e econometria all'Università di Friburgo. L'Università di Ginevra lo chiama nel 1980 per dirigere la cattedra di econometria.
Balestra è stato anche professore associato all'Università di Digione e professore ordinario all'Università della Svizzera Italiana.

## Ricerche
Balestra è stato uno dei promotori della creazione dell'Università della Svizzera italiana e il primo decano della facoltà di scienze economiche (1997-2001). Malgrado le resistenze delle altre università svizzere, il progetto ticinese ha superato con successo l'esame della Commissione internazionale di valutazione, voluta dal Consiglio Svizzero della Scienza. La presenza di Balestra fra i promotori della nuova facoltà è stata senz'altro determinante per una decisione positiva.
Balestra è stato anche uno dei promotori della società europea degli economisti (European Economic Association) ottenendo, come tesoriere, il finanziamento indispensabile alla nascita di questa associazione che raggruppa gli economisti europei.

## Onorificenze
- Fellow of the Econometric Society, the Journal of Econometrics e the European Economic Association
- Presidente della Società svizzera di economia e di statistica

## Pubblicazioni principali
- “Pooling Cross-Section and Time Series Data in the Estimation of Dynamic Models: The Demand for Natural Gas” (with Marc Nerlove), Econometrica, July 1966
- The Demand for Natural Gas in the United States. A Dynamic Approach for the Residential and Commercial Market, Amsterdam, 1967
- “On the Efficiency of Ordinary Least Squares in Regression Models”, Journal of the American Economic Association, September 1970
- “Some Optimal Aspects in a Two Class Growth Model with a Differentiated Interest Rate” (with Mauro Baranzini), Kyklos, 2, 1971
- Calcul Matriciel pour Economistes, Albeuve, 1972
- “Best Quadratic Unbiased Estimators of the Variance-Covariance Matrix in Normal Regression”, Journal of Econometrics, March 1973
- La derivation matricielle, Paris, 1976
- “A Note on the Exact Transformation Associated with the First Order Moving Average Process”, Journal of Econometrics, December 1980
- “A Note on Amemiya's Partially Generalised Least Squares”, Journal of Econometrics, 23, 1983
- “Full Information Estimation of a System of Simultaneous Equations with Error Component Structure” (with J. Varadharajan-Krishnakumar), Econometric Theory, 3, 1987
- “Optimal Experimental Design for Error Components Models” (with Dennis Aigner), Econometrica, 4, 1988
- “Formulation and Estimation of Econometric Models for Panel Data” (with Marc Nerlove), in The Econometrics of Panel Data, L. Matyas and P. Sevestre Eds., Amsterdam, 1992